# Listă de geografi greco-romani
Aceasta este o listă de geografi greco-romani:
Grecia clasică pre-elenstică
- Homer
- Anaximandru
- Hecataeus din Miletus
- Massaliote Periplus (?)

Reconstrucția hărții lui Hecataeus

- Scylax de Carianda (secolul al VI-lea î.Hr.)
- Herodotus

Perioada elenistică
- Pytheas (decedat cca. 310 î.Hr.)
- Periplus de Pseudo-Scylax (secolul al IV sau secolul al III-lea î.Hr.)
- Megasthenes (decedat cca. 290 î.Hr.)
- Autolycos din Pitana (decedat cca. 290 î.Hr.)
- Dicaearchus (decedat cca. 285 î.Hr.)
- Deimakos (3rd century î.Hr.)
- Eratosthenes (cca. 276-194 î.Hr.)
- Scymnus (fl. 180s î.Hr.)
- Hipparchus (cca. 190-120 î.Hr.)
- Agatharchides (secolul al II-lea î.Hr.)
- Posidonius (cca. 135-51 î.Hr.)
- Pseudo-Scymnus (cca. 90 î.Hr.)
- Diodorus Siculus (cca. 90-30 î.Hr.)
- Alexander Polyhistor (secolul I î.Hr.)

Perioada Imperiului Roman
- Periplus Maris Erythraei
- Strabo (64 î.Hr. - 24 AD)
- Pomponius Mela (cca. anii 40 AD)
- Isidore of Charax (secolul I AD)
- Mucianus (secolul I AD)

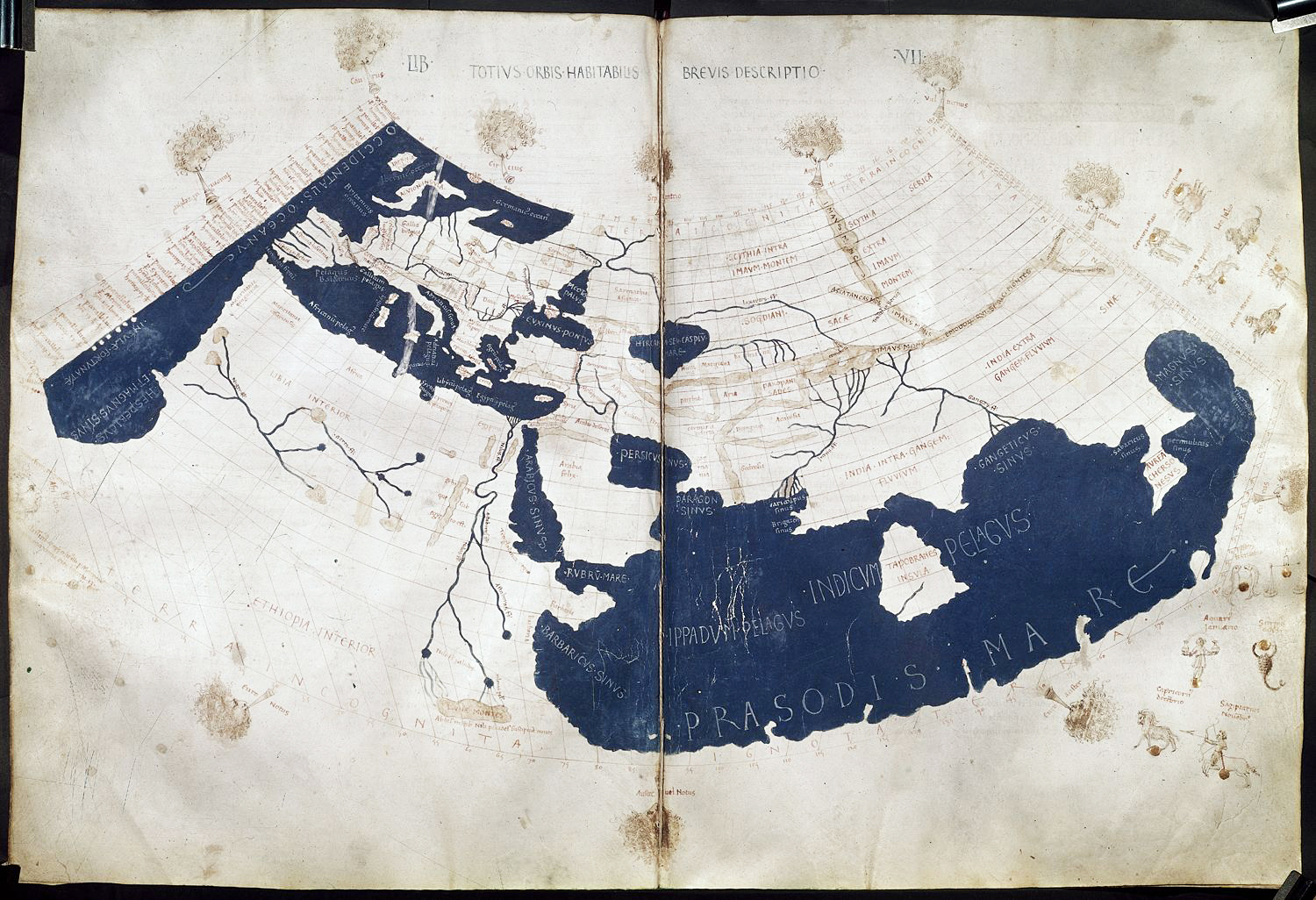
Reconstrucție din secolul al XV-lea al hărții lui Ptolemeu.

- Plinius cel Bătrân (23-79 AD), Istorie Naturală
- Marinus of Tyre (c. 70-130)[1]
- Ptolemeu (90-168), Geografia
- Pausanias (secolul al II-lea)
- Agathedaemon of Alexandria (secolul al II-lea)
- Dionysius Byzantinus (secolul al II-lea)
- Agathemerus (secolul al III-lea)
- Tabula Peutingeriana (secolul al IV-lea)
- Alypius din Antioch (secolul al IV-lea)
- Marcianus din Heraclea (secolul al IV-lea)
- Julius Honorius (foarte nesigur: secolul IV, V sau VI)

Imperiul Bizantin
- Hierocles (autor al Synecdemus) (secolul al VI-lea)
- Cosmas Indicopleustes (secolul al VI-lea)
- Stephanus Byzantinus (secolul al VI-lea)

## Legături externe
- Karl Wilhelm Ludwig Muller:
  - Geographi graeci minores, Carolus Muellerus (ed.), 2 voll., Parisiis, editoribus Firmin-Didot et sociis, 1855-61: vol. 1 (1882 reprint), vol. 2, tabulae.
- Gottfried Bernhardy:
  - Geographi graeci minores, Godofredi Bernhardy (ed.), Lipsiae in libraria Weidmannia, 1828: vol. 1.